# Tofta, Lidköping
Tofta är en ort i Gösslunda socken, Lidköpings kommun.

## Tätorten
1960 avgränsade SCB en tätort med 453 invånare inom Norra Kållands landskommun. 1975 hade orten sammanvuxit med Lidköpings tätort. Enligt 2010 års tätortsavgränsning ligger Tofta fortfarande inom Lidköpings tätort.
Nu ligger Tofta i tätorten Lidköping norra.